# Коллин (округ)
Ко́ллин (англ. Collin county) — округ в штате Техас Соединённых Штатов Америки. На 2000 год в нем проживало 491 776 человек. По оценке бюро переписи населения США в 2008 году население округа составляло 762 010 человек. Окружным центром является город Мак-Кинни.

## История
Округ Коллин был сформирован в 1846 году из участка округа Фаннин. Он был назван в честь Коллина Мак-Кинни, одного из соавторов техасской декларации о независимости.

## География
По данным бюро переписи населения США площадь округа Коллин составляет 2294 км², из которых 2195 км² — суша, а 99 км² — водная поверхность (4,32 %).